# Список высших учебных заведений Армении
Список высших учебных заведений Армении включает в себя все ныне существующие государственные вузы Армении, а также некоторые из частных вузов. По состоянию на 2024 год в Армении имеется 27 государственных вузов (22 в Ереване и 5 в других городах). Всего по состоянию на 2023 год в Армении имелось 54 вуза (43 в Ереване и 11 в других городах), в которых обучалось 71 тысяча человек.

## Список
| Название                                                                | Статус          | Город      | Год открытия | Сайт                 |
| ----------------------------------------------------------------------- | --------------- | ---------- | ------------ | -------------------- |
| Ереванский государственный университет                                  | государственный | Ереван     | 1919         | ysu.am               |
| Государственный институт физической культуры и спорта Армении           | государственный | Ереван     | 1945         | sportedu.am          |
| Национальный аграрный университет Армении                               | государственный | Ереван     | 1930         | anau.am              |
| Национальный политехнический университет Армении                        | государственный | Ереван     | 1933         | polytechnic.am       |
| Ереванская государственная консерватория имени Комитаса                 | государственный | Ереван     | 1921         | conservatory.am      |
| Государственная академия художеств Армении                              | государственный | Ереван     | 1945         | safa.am              |
| Ереванский государственный институт театра и кино                       | государственный | Ереван     | 1944         | ysitc.am             |
| Ереванский государственный университет языков и социальных наук         | государственный | Ереван     | 1935         | brusov.am            |
| Ереванский государственный медицинский университет имени Мхитара Гераци | государственный | Ереван     | 1920         | ysmu.am              |
| Национальный университет архитектуры и строительства Армении            | государственный | Ереван     | 1921         | nuaca.am             |
| Армянский государственный экономический университет                     | государственный | Ереван     | 1975         | asue.am              |
| Ереванский университет «Айбусак»                                        | частный         | Ереван     | 1990         | haybusak.am          |
| Российско-армянский университет                                         | государственный | Ереван     | 1997         | rau.am               |
| Французский университет в Армении                                       | государственный | Ереван     | 2000         | ufar.am              |
| Армянский медицинский институт                                          | частный         | Ереван     | 1990         | armedin.am           |
| Ширакский государственный университет                                   | государственный | Гюмри      | 1934         | shsu.am              |
| Горисский государственный университет                                   | государственный | Горис      | 1967         | gorsu.am             |
| Ванадзорский государственный университет                                | государственный | Ванадзор   | 1969         | vsu.am               |
| Гаварский государственный университет                                   | государственный | Гавар      | 1993         | gsu.am               |
| Американский университет Армении                                        | государственный | Ереван     | 1991         | aua.am               |
| Международный университет «Евразия»                                     | частный         | Ереван     | 1996         | eiu.am               |
| Филиал МГУ имени М. В. Ломоносова в Ереване                             | частный         | Ереван     | 2015         | msu.am               |
| Армянский государственный педагогический университет                    | государственный | Ереван     | 1922         | aspu.am              |
| Духовная семинария Геворгян                                             | частный         | Вагаршапат | 1874         | gevorgianseminary.am |
| Академия государственного управления Армении                            | государственный | Ереван     | 1994         | paara.am             |
| Государственная академия кризисного управления                          | государственный | Ереван     | 1992         | csma.am              |
| Военная академия имени Вазгена Саркисяна                                | государственный | Ереван     | 1994         | mil.am/…             |
| Европейский университет Армении                                         | государственный | Ереван     | 2001         | eua.am               |
| Международный научно-образовательный центр НАН РА                       | государственный | Ереван     | 1997         | isec.am              |
| Образовательный комплекс полиции Армении                                | государственный | Ереван     | 1991         | edupolice.am         |
| Военно-авиационный университет имени маршала Арменака Ханферянца        | государственный | Нор-Ачин   | 1992         | mil.am/…             |
| Национальный исследовательский университет обороны                      | государственный | Ереван     | 1994         | mil.am/…             |